# Распятие Христа (картина Кранаха)
«Распятие Христа» (1503) — картина Лукаса Кранаха Старшего.

## Сюжет
Сюжет картины берёт своё начало из Священного Писания. Тема распятия Христа является одной из наиболее излюбленных евангелических тем в живописи.

## Описание
Если сравнить многочисленные живописные произведения XV века на тему распятия Христа, то можно понять, насколько по-новому подошёл к этой теме Кранах в своей картине. Так, новаторским является расположение трёх крестов треугольником, а Марии с Иоанном — в центре, в окружении этих крестов. Кранах превращает пассивную у многих художников сцену в активную. Мария и Иоанн изображены ведущими беседу; только их поза и взгляды привлекают внимание к распятиям. Мария обращается одновременно и к Иисусу. Этот «разговор» — безусловно нечто новое для живописи того времени. Обычно полотна такого формата, изображающие распятие, насыщены многочисленными фигурами, повествующими о чём-либо и своей банальностью подчёркивающими величие Христа.
На этой картине пять персонажей разыгрывают настоящую драму на сцене жизни. Плотные облака над головой Христа и большая повязка на его теле являются словно ожившим орнаментом картины.